# Нерозділене кохання
Нерозділене кохання — форма любові, при якій одна людина відчуває сильний емоційний потяг до іншої людини, але не отримує взаємності.
Причини прояву нерозділеного кохання можуть бути різними. У багатьох випадках така невзаємність почуттів може використовуватися в особистих чи корисливих цілях, для маніпуляції.
Нерідко нерозділене кохання може призвести до депресивних розладів (анонімний приклад — ПТСР), навіть до самогубства.
У наш час жертвами нерозділеного кохання стають все частіше підлітки-фанати, шанувальники знаменитих особистостей.
Це почуття багаторазово описано в шедеврах класичної літератури, поезії та інших видах мистецтва.
Багато письменників і поетів вважали, що нерозділена любов — найдосконаліша і щира з усіх видів любові, що любов сама по собі є велике щастя і дар Божий (Бунін, Купрін і т.д.).